# Crkva sv. Florijana u Varaždinu
Kapela sv. Florijana je barokna crkva u Varaždinu. 
Na njezinu je mjestu prvo stajala drvena crkva, sagrađena 1669. – 72. godine. Ona je srušena 1733. godine te je sagrađena nova, zidana i nadsvođena, koja je imala drveni toranj. Sedamdesetih se godina 18. stoljeća kapela intenzivno obnavlja pa 1773. dobiva kriptu koju radi graditelj Jakov Erber, a 1775. i novu sakristiju. Godine 1777. gradi se novo pročelje s tornjem te kapela dobiva svoj današnji izgled. Konveksno pročelje bogato je razvedeno vijencima, pilastrima i skulpturom te predstavlja jedno od najznačajnijih djela barokne crkvene arhitekture u Hrvatskoj. Autor obnove je domaći graditelj Ivan Adam Poch.
Crkva je u unutrašnjosti ukrašena štukaturama i zidnim slikama. Ispod današnjih historicističkih oslika, naziru se barokne zidne slike s figuralnim prikazima. Kvalitetan barokni inventar sastoji se od glavnog oltara sv. Florijana (1740.), bočnih oltara sv. Lucije i sv. Apolonije (1740. i 1748.) te provjedaonice (1743.) koju je polikromirao varaždinski slikar Blaž Gruber.

## Zaštita
Pod oznakom Z-2270 zavedeno je kao nepokretno kulturno dobro - pojedinačno, pravna statusa zaštićena kulturnog dobra, klasificirano kao "sakralni kompleks".